# Codice penale militare di guerra
Il codice penale militare di guerra (noto anche con l'acronimo c.p.m.g.) tratta i reati commessi dai militari  delle forze armate italiane in tempo di guerra.

## Emanazione
Il codice è stato approvato in Italia insieme al Codice penale militare di pace con RD 20 febbraio 1941, n. 303. Faceva seguito ad un'elaborazione ultraquarantennale.

## Struttura del c.p.m.g.
Il c.p.m.g. è suddiviso in 4 Libri, a loro volta ripartiti in diversi Titoli:
- Libro primo - Della legge penale militare di guerra, in generale;
  - Titolo I - Della legge penale militare di guerra e della sua applicazione;
  - Titolo II - Comandante Supremo;
  - Titolo III - Della cessazione dell'applicazione della legge penale militare di guerra.
- Libro secondo - Dei reati e delle pene militari, in generale;
  - Titolo I - Disposizioni Generali;
  - Titolo II - Del differimento della esecuzione delle pene detentive e accessorie;
  - Titolo III - Di casi speciali di estinzione del reato;
  - Titolo IV - Della riabilitazione di guerra.
- Libro terzo - Dei reati militari, in particolare;
  - Titolo I - Disposizioni generali;
  - Titolo II - Dei reati contro la fedeltà e la difesa militare;
  - Titolo III - Dei reati contro il servizio in guerra;
  - Titolo IV - Dei reati contro le leggi e gli usi della guerra.
- Libro quarto - Della procedura penale militare di guerra.
  - Titolo I - Della giurisdizione militare di guerra;
  - Titolo II - Disposizioni generali per la procedura penale militare di guerra;
  - Titolo III - Disposizioni speciali.

## Nozione di militare
Il codice penale militare di guerra, ai sensi dell'art. 7, comma 1, si applica ai militari, intesi quali:
- gli appartenenti all'Esercito Italiano;
- gli appartenenti alla Marina Militare;
- gli appartenenti all'Aeronautica Militare;
- gli appartenenti all'Arma dei Carabinieri (che ai sensi dell'art. 1 Legge 31 marzo 2000, n. 78 ha assunto il rango di Forza armata);
- gli appartenenti alla Guardia di finanza;
- i militarizzati e ogni altra persona che a norma di legge acquista la qualità di militare;
- gli assimilati, ancorché di rango, ai militari;
- alle persone appartenenti a corpi o reparti volontari autorizzati a prendere parte alla guerra.

Il principio di corrispondenza tra trattamento del militare straniero e trattamento del militare italiano - previsto dal diritto internazionale ed applicato anche in questo codice, nelle fattispecie contro le leggi e gli usi della guerra di cui al titolo IV del libro III - è considerato uno degli elementi di garanzia, tuttora attuali, del codice.

## Competenza in base al tempo
Al fine di applicare il Codice è necessario, secondo quanto disposto dall'art. 3 c.p.m.g., la dichiarazione dello stato di guerra. Tuttavia, non tutti i reati sono ricompresi all'interno del Codice. Infatti, art. 1 c.p.m.g. stabilisce che la legge penale militare di guerra comprende, oltre al codice, ogni altra legge speciale, o provvedimento che abbia valore di legge, in materia penale militare attinente alla guerra.

## Estensione a particolari tempi di pace
Ai sensi dell'art. 8 c.p.m.g. l'applicazione della legge penale militare di guerra può, con decreto del Presidente della Repubblica, essere estesa, anche in tempo di pace, per una riunione di navi o di aeromobili, ovvero di forze terrestri distaccate per qualsiasi operazione militare o di polizia.
Bisogna ricordare, tuttavia che a tutt'oggi, essendo l'Italia all'interno dei propri confini, in pace, la legge penale militare viene usata all'estero. Infatti, l'art. 9. c.p.m.g. relativo ai Corpi di spedizione all'estero, così come sostituito dall'art. 2, comma 1, lett. a ), della Legge 31 gennaio 2002, n. 6, prevede che sino all'entrata in vigore di una nuova legge organica sulla materia penale militare, siano soggetti alla legge penale militare di guerra, ancorché in tempo di pace i corpi di spedizione all'estero per operazioni militari armate, dal momento in cui si inizia il passaggio dei confini dello Stato o dal momento dell'imbarco in nave o aeromobile ovvero, per gli equipaggi di questi, dal momento in cui è ad essi comunicata la destinazione alla spedizione.
In tali casi ai reati commessi, la legge penale militare di guerra si applica anche al personale militare di comando e controllo e di supporto del corpo di spedizione che resta nel territorio nazionale o che si trova nel territorio di altri paesi, dal momento in cui è ad esso comunicata l'assegnazione a dette funzioni, per i fatti commessi a causa o in occasione del servizio.
In particolare la legge n. 6 del 2002 predetta, stabilisce che in relazione all'operazione multinazionale denominata "Enduring Freedom", il codice penale militare di guerra si applica ai soggetti indicati all'articolo suindicato.
Non avendo il legislatore definito il concetto di "operazioni militari armate", ha di fatto lasciato il campo libero per decidere di volta in volta quale diritto applicare. Il quadro normativo, per effetto della legge 247/2006 e successivamente della legge 162/2009, è profondamente cambiato e da allora a tutti i contingenti militari italiani all'estero viene applicato il codice penale militare di pace.

## Procedura militare di guerra
Le norme procedurali del Codice penale militare di guerra seguono la sorte di tutte le norme di istruzione presenti nelle leggi anteriori al 1988. Infatti, a seguito dell'applicazione degli artt. 326 ss, del nuovo Codice di procedura penale, approvato appunto nel 1988, anche i procedimenti penali militari sono abrogati.
Inoltre, l'art. 9 del D. L. 1º dicembre 2001, n. 421, convertito, con modificazioni, nella Legge 31 gennaio 2002, n.6, dispone che non si applichino le disposizioni contenute nel Libro IV del Codice penale militare di guerra sulla procedura penale militare di guerra, dettando per l'occorrenza una scarna normativa di raccordo.
Infatti, la legge dispone che la competenza territoriale sia del Tribunale militare di Roma.
Inoltre, non si applicano le disposizioni concernenti l'Ordinamento giudiziario militare di guerra, contenute nella Parte II dell'Ordinamento giudiziario militare, approvato con regio decreto 9 settembre 1941, n. 1022.

## Riforma del Codice
Il Codice penale militare di guerra, così come il Codice penale militare di pace, è figlio del suo tempo ed è orfano di una riforma che lo abbia adattato alla concezione di guerra nel XXI secolo. È pur vero che qualche modifica, anche se limitata, vi è stata, ma manca una visione modernizzatrice unitaria del Codice stesso.
Tra gli interventi degli ultimi anni vi è la legge 18 marzo 2003, n. 42, che abolisce, tra gli altri, gli artt. 5 e 10 del c.p.m.g. che consentivano all'autorità politica di derogare alle garanzie costituzionali e applicare la legge militare di guerra anche in tempo di pace.
Ancora, è rilevante la Legge 31 gennaio 2002, n. 6, che tra l'altro ha abolito i bandi militari, istituendo la figura (non nuova, per la verità) del Comandante supremo, disciplinata dall'art. 17 c.p.m.g., che è colui che agli effetti della legge penale militare, è investito del comando di tutte le forze operanti, per un'esigenza di chiara semplificazione e responsabilità.
Inoltre, con la Legge 13 ottobre 1994, n. 589 è stata soppressa la pena di morte per i reati militari in tempo di guerra, come già era stata abolita, con decreto legislativo luogotenenziale 10 agosto 1944, n. 224, per i delitti ordinari preveduti nel codice penale e, con decreto legislativo 22 gennaio 1948, n. 21 per i delitti previsti dalle leggi speciali, diverse da quelle militari di guerra. La pena di morte prevista dal Codice penale militare di guerra e dalle leggi militari di guerra è sostituita dalla pena massima prevista dal Codice penale.
Oltre a quelle previste dalla Legge 7 maggio 1981, n.180, recante modifiche all'Ordinamento giudiziario militare - che ha abrogato il Tribunale Supremo Militare, le cui funzioni sono attribuite alla Corte di cassazione - ulteriori modifiche sono state effettuate con la Legge 27 febbraio 2002, n.15.